# Dale Russell
Dale Alan Russell (San Francisco, 27 dicembre 1937 – 21 dicembre 2019) è stato un paleontologo canadese naturalizzato statunitense, studioso dei dinosauri.

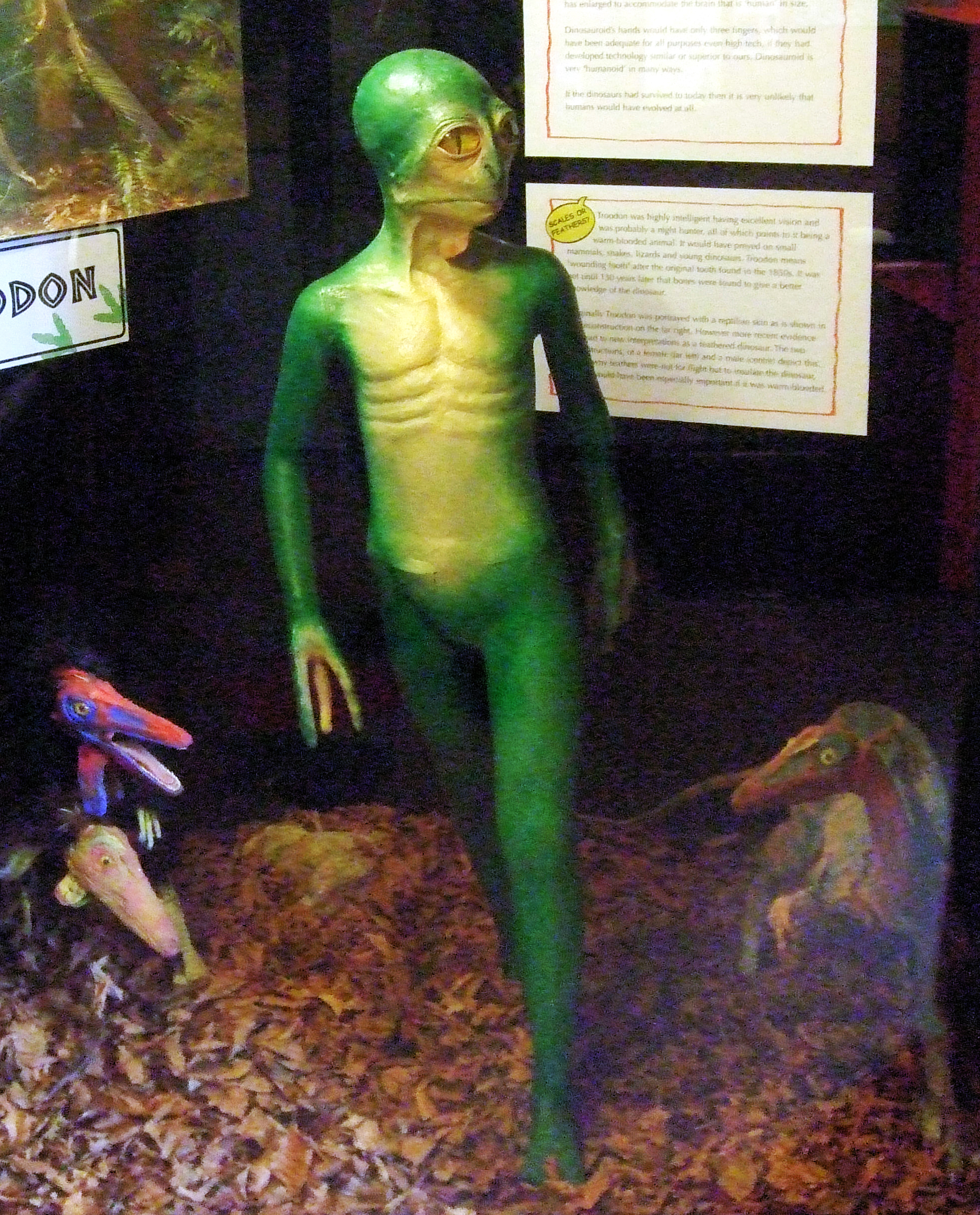
Un modello di immaginario "dinosauroide" realizzato sulla base delle congetture di Russell, esposto al museo dei dinosauri di Dorchester, nel Dorset, Inghilterra.

È stato professore presso il dipartimento di Terra marina e scienze atmosferiche (MEAS) dell'Università Statale della North Carolina. È stato inoltre il coordinatore del "Centro di ricerca sui dinosauri dal Museo di storia naturale della Carolina del Nord.
È conosciuto in particolare per aver formulato nel 1982 una teoria a carattere speculativo sulla possibile evoluzione dei dinosauri (in particolar modo il Troodon, dotato di un cervello molto sviluppato) in creature intelligenti, se questi non si fossero estinti durante il Cretaceo, ipotizzando le caratteristiche che avrebbe potuto assumere il mancato discendente di questi rettili.
Ha inoltre seguito le analisi condotte su Willo, un dinosauro fossilizzato nel quale è stata riscontrata la presenza di un cuore con caratteristiche simili a quelle delle successive specie a sangue caldo.
In Italia, nel 1993, è stato consulente scientifico per la trasmissione televisiva di divulgazione Il pianeta dei dinosauri di Piero Angela.